# ガンホー・ワークス
ガンホー・ワークス株式会社（GungHo Works,Inc.）は、ガンホー・オンライン・エンターテイメント傘下のコンシューマゲーム・映像ソフト事業を手がけた企業。2007年10月15日設立、2009年12月31日解散。

## 概要
2007年11月1日にインターチャネル・ホロン（現：インターチャネル）が手がけてきたコンシューマゲーム事業およびゲームとのメディアミックスによる映像ソフト事業の一部を譲渡したのを受けて、ガンホーの完全子会社として設立された。インターチャネル・ホロンのコンシューマゲーム事業、映像ソフト事業の継承に加えてガンホー本体のコンシューマゲーム事業部門の統合やオンラインゲームのマルチプラットフォーム化、また映像・音楽・出版等2次著作物へのマルチユース展開などを進めることを目標にしていたが、2009年末に解散されコンシューマゲーム関連事業についてはガンホー・オンライン・エンターテイメントが継承している。

## 主な作品
2007年以前の作品はインターチャネルの項を参照。

### コンピュータゲーム
- School Days L×H（パッケージやエンドロールでの販売元はインターチャネル・ホロン名義となっている）
- 乙女的恋革命★ラブレボ!! DS
- 吸血奇譚ムーンタイズ
- ミマナ イアルクロニクル
- ソルフェージュ〜Sweet harmony〜
- ラグナロクオンラインDS
- 英雄戦記レーヴァテイン
- 零・超兄貴
- みんなで自分の説明書 〜B型、A型、AB型、O型〜
- ナデプロ!! 〜キサマも声優やってみろ!〜
- (PW)Project Witch
- エコリス 〜青い海と動く島〜

### 映像作品
- AYAKASHI
- 鴨川ホルモー